# Troy Brown (Footballspieler)
Troy Fitzgerald Brown (* 2. Juli 1971 in Barnwell, South Carolina) ist ein ehemaliger US-amerikanischer Footballspieler. Brown besuchte die Marshall University. Er spielt auf der Position des Wide Receivers, des Cornerbacks, des Punt Returners, des Kick Returners und selten auch auf der Position des Quarterbacks. Seit 1993 spielt er bei den New England Patriots und war bei allen drei Super-Bowl-Siegen sowie einer Niederlage dabei. Am 25. September 2008 ging er in den Ruhestand.

## Karriere
In der achten Runde des NFL Drafts 1993 wurde Brown von den Patriots ausgewählt. Er spielte zu diesen Zeiten den dritten oder vierten Wide Receiver und galt als sehr guter Special-Team-Spieler. In den Saisons 1993 und 1994 wurde er hauptsächlich als Punt Returner eingesetzt. 1997 fing Brown 41 Pässe und erzielte dabei 607 Yards und sechs Touchdowns. Im Folgejahr spielte er wieder als Punt Returner. Als Brown 2000 wieder als Wide Receiver eingesetzt wurde, fing er 83 Pässe, lief 944 Yards und erzielte damit vier Touchdowns. 2001 fing er 101 Pässe, lief 1.199 Yards und erzielte fünf Touchdowns. Außerdem lief er 29 Punts zurück und schaffte zwei Punt-Return-Touchdowns. Durch seine Leistungen in dieser Saison wurde er zum ersten Mal in den Pro Bowl gewählt.
Insgesamt hat er 246 Puntreturns gemacht, ist dabei 2.570 Yards gelaufen und hat drei Punt-Return-Touchdowns erzielt. Troy Brown hat die meisten Passfänge in der Geschichte der Patriots, es waren insgesamt 557 und er hat die zweitmeisten gefangenen Yards, nämlich 6.366.
| Personendaten    | Personendaten                               |
| ---------------- | ------------------------------------------- |
| NAME             | Brown, Troy                                 |
| ALTERNATIVNAMEN  | Brown, Troy Fitzgerald (vollständiger Name) |
| KURZBESCHREIBUNG | US-amerikanischer Footballspieler           |
| GEBURTSDATUM     | 2. Juli 1971                                |
| GEBURTSORT       | Barnwell (South Carolina), South Carolina   |